# Hatschbachiella
Hatschbachiella là một chi thực vật có hoa trong họ Cúc (Asteraceae).

## Loài
Chi Hatschbachiella gồm các loài: